# Fricativa pós-alveolar não sibilante surda
A fricativa pós-alveolar não sibilante surda é um som consonantal. Como o Alfabeto Fonético Internacional não possui símbolos separados para as consoantes pós-alveolares (o mesmo símbolo é usado para todos os lugares de articulação coronais que não são palatalizados), este som é geralmente transcrito ⟨ɹ̠̊˔⟩ (retraído contraído sem voz [ɹ] ) O símbolo X-SAMPA equivalente é r\_-_0_r.

## Características
- Seu modo de articulação é fricativa, ou seja, produzida pela constrição do fluxo de ar por um canal estreito no local da articulação, causando turbulência. No entanto, não tem a língua estriada e fluxo de ar direcionado, ou as altas frequências de uma sibilante.
- Seu ponto de articulação é pós-alveolar, o que significa que é articulado com a ponta ou a lâmina da língua atrás da crista alveolar.
- Sua fonação é surda, o que significa que é produzida sem vibrações das cordas vocais.
- É uma consoante oral, o que significa que o ar só pode escapar pela boca.
- O mecanismo da corrente de ar é pulmonar, o que significa que é articulado empurrando o ar apenas com os pulmões e o diafragma, como na maioria dos sons.

## Ocorrência
| Língua  | Língua                 | Palavra | AFI          | Significado | Notas |
| ------- | ---------------------- | ------- | ------------ | ----------- | --- |
| Bengali | Bengali                | আবার     | [ˈäbäɹ̠̊]      | De novo     | Apical; possível alofone de /ɹ/ na coda silábica. |
| Inglês  | Irlandês               | tree    | [tɹ̠̊˔iː]      | Árvore      | Realização de /ɹ/ após /t/ no começo de palavra, a menos que seja precedido por /s/ na mesma sílaba.                                                            |
| Inglês  | Received Pronunciation | crew    | [kɹ̠̊˔ʊu̯]      | Grupo       | Apenas parcialmente dessonorizado. É uma realização de /ɹ/ após as plosivas /p, k/ no começo de palavras, a menos que sejam precedidas por /s/ na mesma sílaba. |
| Chinês  | Mandarim de Taipei     | 老師    | [ɾɐo̞˨˩ɹ̠̊˔ɨː˨] | Professor   | Corresponde a /ʂ/ in chinês padrão. |